# Лук Леманна
Лук Леманна (лат. Allium lehmannianum) — многолетнее травянистое растение, вид рода Лук (Allium) семейства Луковые (Alliaceae).

## Этимология
Вид назван в честь русского ученого-натуралиста, путешественника Александра Адольфовича Лемана, передавшего свои ботанические коллекции профессору ботаники в Дерптском университете Бунге А. А.

## Распространение и экология
В природе ареал вида охватывает окрестности Аральского моря. Эндемик.
Произрастает в глинистых пустынях.

## Ботаническое описание
Луковица яйцевидная, диаметром около 0,75 мм; наружные оболочки бумагообразные, серовато- или красновато-коричневые, оболочки замещающей луковицы жёлтые. Стебель высотой 5—7 см, при основании одетый гладкими, сближенными влагалищами листьев.
Листья в числе двух—трёх, шириной около 1 мм, нитевидные, гладкие, превышающие зонтик.
Чехол в два раза короче зонтика, рано опадающий, коротко-заострённый. Зонтик коробочконосный, полушаровидный или, реже, шаровидный, сравнительно немногоцветковый. Цветоножки почти равные, в полтора—три раза длиннее околоцветника, при основании с немногочисленными прицветниками. Листочки колокольчатого околоцветника розоватые, с сильной пурпурной жилкой, гладкие, ровные, ланцетные или продолговатые, острые, длиной 6—7 мм, внутренние немного шире. Нити тычинок немного или в полтора раза короче листочков околоцветника, на четверть между собой и с околоцветником сросшиеся, нересничатые, наружные треугольно-ланцетные, внутренние трёхраздельные. Столбик не выдается из околоцветника.
Створки коробочки округлые, выемчатые, длиной около 4 мм.

## Таксономия
Вид Лук Леманна входит в род Лук (Allium) семейства Луковые (Alliaceae) порядка Спаржецветные (Asparagales).
|  |                                      |  |                                                             |                                                             |                   |  | ещё 24 семейства (согласно Системе APG II) | ещё 24 семейства (согласно Системе APG II) |                     |  |  |  | ещё более 870 видов |
|  |                                      |  |                                                             |                                                             |                   |  | ещё 24 семейства (согласно Системе APG II) | ещё 24 семейства (согласно Системе APG II) |                     |  |  |  | ещё более 870 видов |
|  |                                      |  |                                                             | порядок Спаржецветные                                       |                   |  |                                            |                                            | род Лук             |  |  |  |                     |
|  |                                      |  |                                                             | порядок Спаржецветные                                       |                   |  |                                            |                                            | род Лук             |  |  |  |                     |
|  | отдел Цветковые, или Покрытосеменные |  |                                                             |                                                             | семейство Луковые |  |                                            |                                            | вид Лук Леманна     |  |  |  |                     |
|  | отдел Цветковые, или Покрытосеменные |  |                                                             |                                                             | семейство Луковые |  |                                            |                                            |                     |  |  |  |                     |
|  |                                      |  | ещё 44 порядка цветковых растений (согласно Системе APG II) | ещё 44 порядка цветковых растений (согласно Системе APG II) |                   |  |                                            | ещё около 300 родов                        | ещё около 300 родов |  |  |  |                     |
|  |                                      |  |                                                             | ещё 44 порядка цветковых растений (согласно Системе APG II) |                   |  |                                            |                                            | ещё около 300 родов |  |  |  |                     |